# Д’Алмейда, Антониу Николау
Антониу Николау д’Алмейда (порт. António Nicolau d'Almeida, 19 октября 1873, Порту, Порту — 21 февраля 1948, Порту) — португальский предприниматель. Основатель футбольного клуба «Порту».

## Биография
Антониу Николау д’Алмейда родился 19 октября 1873 года в португальском городе Порту.
Был партнёром отца в фирме, которая занималась экспортом портвейна. Во время одной из поездок в Англию увлёкся футболом и решил организовать клуб на родине.
28 сентября 1893 года объявил о создании футбольного клуба «Порту» (Foot-ball Club do Porto). Будучи убеждённым монархистом, он приурочил это ко дню рождения португальского короля Карлуша I и его жены Амелии. По той же причине в качестве клубных цветов были выбраны цвета королевского дома Португалии — белый и синий. Король и королева по приглашению д’Алмейды присутствовали на первом матче команды против «Лишбоненсе», который состоялся 2 марта 1894 года.
В 1896 году д’Алмейда женился на англичанке Хильде Рамсей. Она ненавидела футбол, считая его жестоким видом спорта, и настояла на том, чтобы муж оставил занятия клубом и сосредоточился на бизнесе. Вскоре после этого «Порту» фактически прекратил существование. 2 августа 1906 года клуб возродил близкий друг д’Алмейды Жозе Монтейру да Кошта.
Умер 21 февраля 1948 года в Порту.